# Micropterix fenestrellensis
Micropterix fenestrellensis là một loài bướm đêm thuộc họ Micropterigidae. Nó được Heath và Kaltenbach mô tả năm 1984. Nó được tìm thấy ở Ý.
Chiều dài cánh trước là 3.3 mm đối với con đực và 3–3.2 mm đối với con cái.